# Juan Carlos Neves
Juan Carlos Neves (7 de junio de 1948, Buenos Aires, Argentina) es un político, profesor universitario  y contraalmirante retirado de la Armada Argentina. Es veterano de guerra de las Malvinas y presidente del partido político Nueva Unión Ciudadana desde 2005.

## Biografía

### Carrera militar
Se egreso de la Escuela Naval Militar en 1969 con el grado de Guardiamarina. Fue seleccionado para integrar la dotación del A.R.A. “Libertad”, y recibir unidades en Francia  y Alemania. En 1982 participó en la guerra de las Malvinas como Jefe de Armamento del A.R.A. “Seguí ”. Comandó el  ARA “Intrépida” en Ushuaia, el ARA Almirante Brown y la segunda división de corbetas en Puerto Belgrano.
En 1992 fue seleccionado por la Armada Argentina para cursar el Naval Command College en la Escuela de Guerra Naval de Newport, Rhode Island, Estados Unidos. Durante su estadía fue docente de la materia “Contemporary Latin American Issues”. Fue ascendido a Contraalmirante en diciembre del año 2000. Durante el año 2001 se desempeñó como Director de Educación Naval. Se retiró en el año 2002.
Luego de su retiro, se desempeñó como docente universitario de doctrina de inteligencia en el Instituto de Inteligencia Conjunto de las Fuerzas Armadas entre los años 2004 y 2006. Fue designado par evaluador de la Comisión Nacional de Evaluación y Acreditación Universitaria (CONEAU) en el área disciplinaria de ciencias sociales para evaluar carreras de posgrado en el año 2004.

### Carrera política
En el año 2005 se unió a Unión Por Todos de la provincia Buenos Aires junto a Patricia Bullrich. En el año 2007 el partido siguió con sus actividades como Unión Ciudadana para luego adoptar como nombre definitivo Nueva Unión Ciudadana. Para las elecciones legislativas de 2009 se presentó como candidato a diputado nacional por la Provincia de Buenos Aires, donde obtuvo 27.561 votos, el 0,37% de los sufragios.
En 2017 participó de la creación de un espacio político de centro derecha denominado "ENCENDER" (Encuentro de Centro Derecha) desde donde brindo apoyo para la formación del Frente Nos para las elecciones presidenciales de Argentina de 2019.
En julio de 2021 oficializó, ante el Juzgado Federal Electoral de La Plata y ante la Junta Electoral Bonaerense, el Frente "Unión por el Futuro" desde donde se presentara a internas contra Juan José Gómez Centurión del Partido Nos por las listas de diputados nacionales, en las elecciones primarias de 2021. Sin embargo, tanto Neves como Gómez Centurión recibieron un paupérrimo apoyo en las primarias, con un resultado inferior al 1% de los votos
Dentro de la interna, Gómez Centurión saco una amplia ventaja contra Neves, resultando con un 70,6% frente al 29,34 del candidato.